# Manhattan Lockdown
Pour plus de détails, voir Fiche technique et Distribution.
Manhattan Lockdown ou Poursuite sous pression  au Québec (21 Bridges) est un thriller américain réalisé par Brian Kirk, sorti en 2019.

## Synopsis
À New York, une fusillade éclate chez un caviste entre deux petits criminels en quête de cocaïne, Michael Trujillo et Ray Jackson, et plusieurs officiers de police chargés de les arrêter. Après avoir abattu les policiers, Jackson s'enfuit avec Trujillo dans les rues de la ville. L'inspecteur Andre Davis est aussitôt mis sur l'affaire, notamment pour sa capacité à traquer voire tuer, mais toujours en légitime défense selon lui, les tueurs de flics. Secondé par la détective Frankie Burns, Davis obtient de son chef la fermeture de l'ensemble des ponts de New York pour isoler l'île de Manhattan afin d'appréhender rapidement les deux hommes en fuite. Alors qu'il n'a que quelques heures pour les arrêter, Davis découvre petit à petit qu'une machination se cache derrière cette affaire, impliquant notamment la corruption de la police, dont les preuves se situent dans une clé USB détenue par les fuyards, et celle du FBI.

## Fiche technique
- Titre original : 21 Bridges
- Titre français : Manhattan Lockdown
- Titre québécois : Poursuite sous pression
- Réalisation : Brian Kirk
- Scénario : Adam Mervis et Matthew Michael Carnahan, d’après une histoire d’Adam Mervis
- Musique : Henry Jackman et Alex Belcher
- Montage : Tim Murrell
- Photographie : Paul Cameron
- Production : Anthony et Joe Russo, Chadwick Boseman, Mike Larocca, Gigi Pritzker et Logan Coles
- Sociétés de production : STXfilms, MWM Studios et H. Brothers
- Sociétés de distribution : STX Entertainment (États-Unis) ; VVS Films (Québec) ; Metropolitan FilmExport (France)
- Pays d'origine :  États-Unis
- Langue originale : anglais
- Format : couleur
- Genre : Film dramatique, Film policier, Thriller
- Durée : 100 minutes
- Dates de sortie :
  - États-Unis, Québec[1] : 22 novembre 2019
  - France : 1er janvier 2020
- Classification :
  - États-Unis : R (interdit aux moins de 17 ans non accompagnées d'un adulte)
  - France : Tout public avec avertissement lors de sa sortie en salles et déconseillé aux moins de 10 ans à la télévision.

## Distribution
- Chadwick Boseman (VF : Namakan Koné ; VQ : Pierre-Yves Cardinal) : Andre Davis
  - Christian Isaiah : Andre Davis, jeune
- Sienna Miller (VF : Ingrid Donnadieu ; VQ : Catherine Proulx-Lemay) : Frankie Burns
- J. K. Simmons (VF : Jean Barney ; VQ : Jean-Luc Montminy) : capitaine Matt McKenna
- Stephan James (VF : Diouc Koma ; VQ : Fred-Éric Salvail): Michael Trujillo
- Taylor Kitsch (VF : Stanislas Forlani ; VQ : Martin Watier) : Ray Jackson
- Keith David : l'adjoint-chef Spencer
- Alexander Siddig (VF : Yann Guillemot) : Adi
- Louis Cancelmi (en) (VF : Bruno Forget) : Bush
- Darren Lipari : lieutenant Kelly
- Victoria Cartagena : Yolanda
- Obi Abili : Butchco
- Andy Truschinski (VF : Didier Cherbuy) : Dugan
- Gary Carr : Hawk
- Morocco Omari (VQ : François L'Écuyer) : le maire suppléant Mott
- Dale Pavinski : Tom Cheaver
- Adriane Lenox (VF : Maïk Darah) : Vonetta Davis
  - Sarah Ellen Stephens : Vonetta Davis, jeune
- Jamie Neumann (VQ : Julie Beauchemin) : Leigh

 Source et légende : version française (VF) sur RS Doublage
 Source et légende : version québécoise (VQ) sur Doublage.qc.ca